# Вечерняя средняя школа
Вече́рняя сре́дняя шко́ла (укр. Вечірня середня школа) — науково-методичний та організаційно-педагогічний журнал міністерства освіти СРСР (до 1967 року — орган міністерства освіти РРФСР). Висвітлював питання організації навчання дорослих без відриву від виробництва, керівництва школами органами народної освіти та різні питання навчально-виховного процесу.

## Історія та опис
Заснований у 1958 році під назвою «Общеобразовательная школа взрослых» (укр. Загальноосвітня школа дорослих), з метою допомоги подальшому розвитку мережі шкіл робітничої та сільської молоді, поширенню досвіду для покращення навчально-виховної роботи. З 1961 року — сучасна назва. Видавали у Москві, 6 разів на рік.
У журналі висвітлювали питання організації вечірньої, заочної освіти, методики навчально-виховної роботи, педагогічної майстерності, науково-дослідної роботи в галузі загальної освіти дорослих тощо. Розділи: «За кордоном», «Критика та бібліографія». Тираж (станом на 1971 рік) — близько 24 тисяч екземплярів.
Видання продовжилося в РФ після розпаду СРСР, з 1997 року назва — «Открытая школа» (укр. Відкрита школа).

## Примітка
1. 1 2  Ю. М. Вечерова. Вечерняя средняя школа // Большая советская энциклопедия : у 30 т. / гл. ред. А. М. Прохоров. — 3-е изд. — М. : «Советская энциклопедия», 1969—1978. (рос.).
2. ↑  Вечерняя средняя школа // Педагогическая энциклопедия. Том 1. Гл. ред. А. И. Каиров и Ф. Н. Петров. М. — М.: Советская Энциклопедия, 1964. — 832 столб. с илл., 7л. ил.
3. ↑  Вечерняя средняя школа // Педагогическая энциклопедия / Глав. ред. И. А. Каиров и Ф. Н. Петров. т. 3. — М.: Советская энциклопедия, 1966. — 880 с. с илл.
4. ↑  Вечерняя средняя школа (рос.). М.: Педагогика. 1995.
5. ↑  Биология в школе (рос.). М.: Изд-во: Педагогика. 1996.